# Antoine Camilleri
Antoine Camilleri (* 20. srpna 1965, Sliema) je maltský římskokatolický kněz, arcibiskup
a apoštolský nuncius.

## Studium a kněžská služba
Narodil se 20. srpna 1965 v Sliemě. Navštěvoval Školu Svatého Josefa ve svém rodném městě a vysokou škole Svatého Aloise v Birkirkaře. Roku 1988 na Maltské univerzitě získal doktorát z práv.
Na kněze byl vysvěcen 5. července 1991 v konkatedrále Svatého Jana a byl inkardinován do maltské diecéze. Sloužil jako vikář farnosti v Gziře s kostelem Naší Paní z Hory Karmel (1991-1992). Roku 1992 byl poslán studovat kanonické právo na Papežskou lateránskou univerzitu v Římě. Získal doktorát, roku 1996 se vrátil na Maltu a byl v arcidiecézním církevním soudu jmenován obhájcem svazku (1996-1997).
Byl povolán, aby studoval Papežskou církevní akademii a v lednu 1999 vstoupil do diplomatických služeb Svatého stolce. Než byl přidělen do Státního sekretariátu, působil v různých apoštolských nunciaturách - Papua Nová Guinea a Šalomounovy ostrovy (1999-2002), Uganda (2002-2005) a Kuba (2005-2006).
Dne 22. února 2013 byl ustanoven podsekretářem sekce pro vztahy se státy (Státní sekretariát). V této funkci nahradil Ettoreho Balestrera který byl jmenován apoštolským nunciem v Kolumbii.
Dne 3. září 2019 jej papež František ustanovil titulárním arcibiskupem ze Skálholtu a stejného dne rezignoval na funkci podsekretáře. 31. října 2019 byl jmenován apoštolským nunciem v Etiopii, zároveň byl akreditován v Džibutsku a Somálsku.